# 狄兰·托马斯

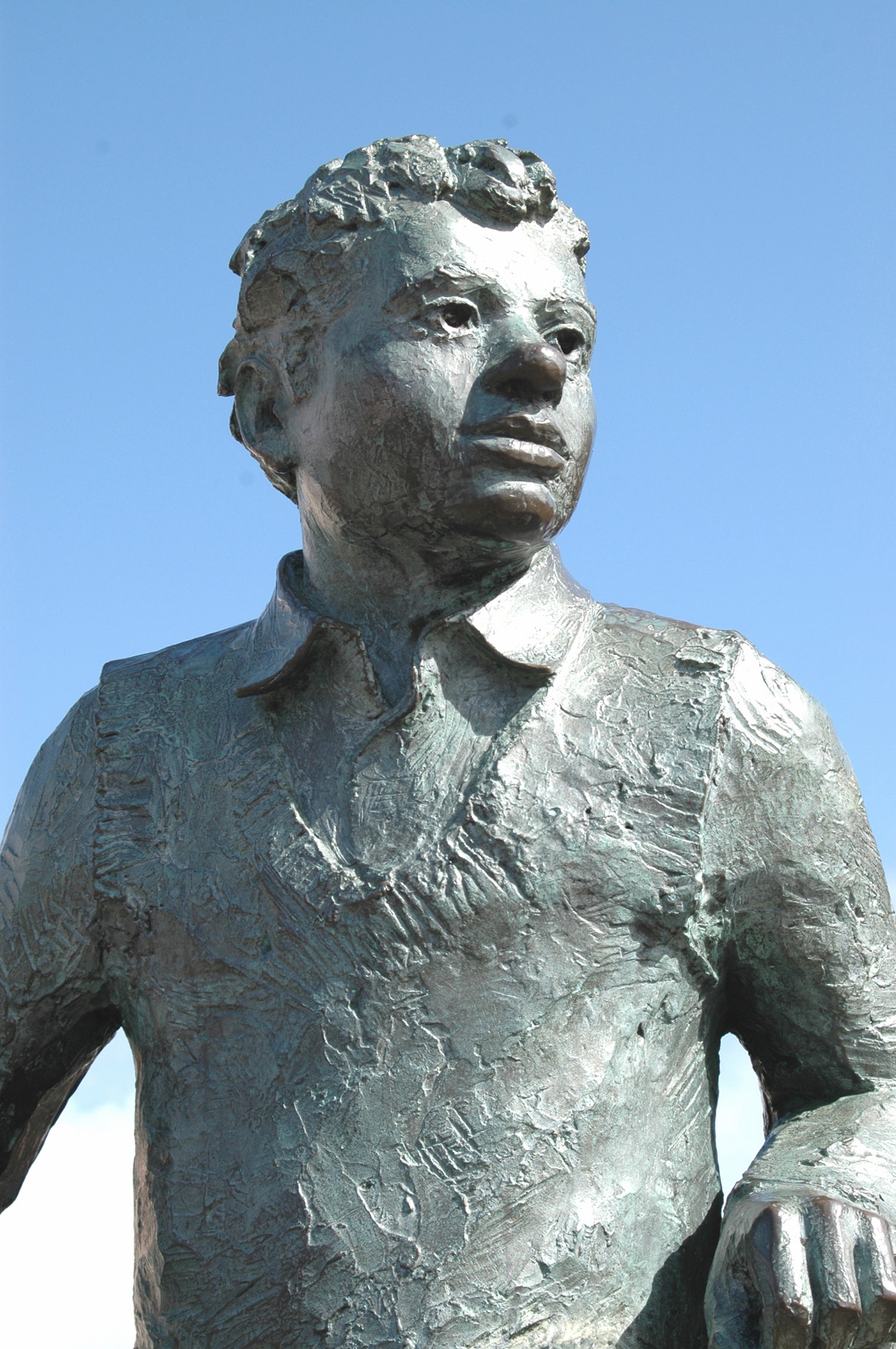
位於斯旺西的狄兰·托马斯像

狄兰·托马斯（Dylan Thomas，1914年10月27日—1953年11月9日），威尔士诗人、作家。最著名的作品包括十九行诗《不要温和地走进那个良夜》。

## 生平
狄蘭·湯馬斯生于英国威尔士斯旺西，其父是一位中学校长。托马斯很早就表现出对于文学的特殊兴趣，他中学的时候曾担任学校刊物的主编，并发表了一些诗作。1931年，17岁的托马斯离开了家乡前往伦敦开始他的写作事业。20岁那年，托马斯发表了第一本诗集《诗十八首》，当时的评论界并没有特别关注这位年轻的诗人。但是美国的一些出版商却很看好他，把他之前所出的三本书做成一部合集《我生活的世界》在美国发行，这部合集后来为他赢得了威廉·福亥尔奖金。第二次世界大战期间，托马斯为英国广播公司服务，战后他仍为该公司的一套文艺节目写稿播音。1946年，托马斯发表了他最重要的一部诗集《死亡和出场》，这部诗集奠定了他在詩壇的地位。
除了写诗，托马斯也写过一些短篇小说发表在诗文集《爱的地图》中，并写了几个电影剧本，如《三个怪姐妹》等。1953年，托马斯因酗酒在紐約的切尔西旅馆逝世，享年39岁。

## 作品
- 《诗十八首》（1934年）
- 《诗二十五首》（1936年）
- 《爱的地图》（1939年）
- 《我生活的世界》（1940年）
- 《新诗集》（1942年）
- 《死亡和出场》（1946年）

## 評價
评论界普遍认为托马斯是继奥登以后英国的又一位重要诗人。托马斯的诗作大体属于超现实主义流派，其诗中所蕴含的内容较具有梦幻色彩。通过对于意象的描绘堆砌，托马斯所创造出来的诗境往往引人入胜。另外，托马斯很注重押韵，其诗以適於朗诵闻名。